# Indien ved sommer-OL 1928
Indien deltager i Sommer-OL 1928. 14 sportsudøvere fra Indien deltog under Sommer-OL 1928 i Amsterdam. Indien kom på en delt 24. plads med en guldmedalje.

## Medaljer
| 1928   | Guld | Sølv | Bronze | Total |
| Indien | 1    | 0    | 0      | 1     |

## Medaljevindere
| Indien under OL 1928 i Amsterdam | Indien under OL 1928 i Amsterdam | Indien under OL 1928 i Amsterdam | Indien under OL 1928 i Amsterdam | Indien under OL 1928 i Amsterdam |
| Medaljer                         | Udøver | Sport                            | Øvelse                           | Resultat                         |
| -------------------------------- | --- | -------------------------------- | -------------------------------- | -------------------------------- |
| Guld                             | Richard Allen Dhyan Chand Maurice Gateley William Goodsir-Cullen Leslie Hammond Feroze Khan George Marthins Rex Norris Broome Pinniger Michael Rocque Frederic Seaman Ali Shaukat Jaipal Singh Sayed Yusuf | Hockey                           | Hockey, mænd                     | Finale: · 3-0 Holland            |